# The Others (film)
 For alternative betydninger, se The Others. (Se også artikler, som begynder med The Others)
The Others er en film fra 2001 med Nicole Kidman i hovedrollen.

## Plot
Filmen handler om et meget stort og gammelt hus, hvor der bor en mor, Grace, med hendes to børn, Anne og Nicholas. Faderen, Charles, har været væk i 1½ år pga. krigen. Pludselig kommer der nye tjenestefolk, Lydia som er stum, Mrs. Mills og Mr. Tuttle. Grace låser alle dørene og trækker alle gardinerne for, fordi børnene ikke kan tåle sollys. Grace prøver at undgå det hverdag. Der begynder at ske mærkelige ting i huset, og de finder ud af, at det er en familie med far, mor og deres søn Vic¬tor og deres bedste mor. Grace vil ikke indse de er i huset, fordi de ikke kan se dem, men kun høre og mærke dem. Anne bliver ved med at sige, at hun har set Victor, men Grace tror hende ikke. Hun holder meget af huset og vil ikke dele det med nogen. Pludselig kommer Charles hjem, men han er blevet meget syg og forvirret over krigen, og han rejser igen. Victors familie tager gardinerne ned, og det betyder at børnene får i sollys. Der går det rigtig først op for Grace, at de er i huset, men hun vil stadig ikke forlade det. En nat kravler børnene ud af vinduet, fordi de vil finde deres far. I haven opdager de tre gamle gravsten, hvor der står de tre tjenestefolks navne står på, og pludselig står de bag dem. Grace prøver at beskytte sine børn, men hun skal snakke med Victors familie før det kan blive godt. Pludselig ser man Victor og hans familie i live, som sidder ved et bord og prøver at få kontakt med Anne og Nicholas. Det viser sig, at moderen og hendes børn døde. Grace kvalte sine børn med en pude og skød derefter sig selv.

## Eksterne Henvisninger
- The Others på Internet Movie Database (engelsk)
- The Others på Filmdatabasen
- The Others på Scope
- The Others i Svensk Filmdatabas (svensk)
- The Others på AlloCiné (fransk)
- The Others på MovieMeter (nederlandsk)
- The Others på AllMovie (engelsk)
- The Others hos American Film Institute (engelsk)
- The Others på Turner Classic Movies (engelsk)
- The Others på The Movie Database (engelsk)

1. ↑  Navnet er anført på bokmål og stammer fra Wikidata hvor navnet endnu ikke findes på dansk.